# جون غروبر
 جون غروبر (بالإنجليزية: John Gruber)‏(مواليد 1973): كاتب من فيلادلفيا، بنسلفانيا منطقة من الولايات المتحدة. حصل على بكالوريوس العلوم في علم الحاسوب من جامعة دريكسيل. كان يعمل لحساب بير بونز سوفتوير 2000-2002 وجوينت 2005-2006

مشروعه الرئيسي هو دارينغ فايربول،

وهي مدونة تكنولوجية وأصبحت بالنسبة له بمثابة وظيفة بدوام كامل. ومن مشاريعه الثانوية لغة MarkDown، وهي لغة توصيف بسيطة تقوم بتحويل الكتابة من «نص بسيط» إلى نص «موسوم ب HTML»، وبودكاست تسمىالعرض الحواري تعرض على شبكة مول راديو سينديكيت. ساعد جروبر في استضافة دان بنيامين على شبكة راديو 5by5.

## لغة مارك داون
قام جون غوربر بالاشتراك مع آرون سوارتز بإنشاء الماركداون، وهي لغة ترميز أو توصيف مشتقة من HTML حيث تقوم هذه اللغة بتحويل المحتوى النصي البسيط إلى محتوى HTML، ما زالت لغة ماركداون تستخدم بشكل واسع إلى الآن.

## مدونة دارينغ فاير بول
بدأ جون غروبر الكتابة بمدونته كهواية وتمضية للوقت لتصبح فيما بعد وظيفة له بدوام كامل بعد تخليه عن وظيفته سنة 2006.
و قد كان يتم تمويلها في تلك الفترة من خلال بيع قمصان ومنتجات أخرى.
بعد ذلك تم الاستعانة بنوع آخر من التمويل، عن طريق العروض الاشهارية وتقديم منتجات وتطبيقات دعائية ذات صلة بعالم ابل بهدف جني 6500 دولار للحيز أسبوعيا.
و حاليا استطاع جون غروبر جني ما يزيد عن 500000 دولار للسنة بنفس الطريقة.
المدونة متابعة من طرف 400000 مشترك و 200000 متابع على تويتر ويكمن التعرف عليها بكل سهولة بفضل تصميمها البسيط دو الخلفية الرمادية-الزرقاء.

## محاضرات
وقد ظهر جون غروبر بشكل متزايد كمتحدث في المؤتمرات، بدءاً من الولايات المتحدة وحتى جميع أنحاء العالم في السنوات الأخيرة.

تتركز عروضه على مجموعة فرعية من المواضيع التي يتحدث عنها في مدونة دارينغ فايربول، وهي بشكل رئيسي مناقشة مزايا وخدمات شركة أبل، والأفلام والعملية الإبداعية.
- أكتوبر 2006 - C4 [0]، شيكاغو: «إن HIG ميت»
- مارس 2007 - SXSW، أوستن: «جمالية التصميم من المطور المستقل»
- مارس 2008 - SXSW، أوستن: «الدم والعرق والخوف: تصميم رائع للكره»
- يناير 2009 - معرض Macworld في سان فرانسيسكو: «نظرية مؤلفين في التصميم»
- مارس 2009 - SXSW، أوستن: «! 149 طريقة مدهشة لجعل مدونتك مليئة بالمصداقية»
- فبراير 2010 - معرض Macworld في سان فرانسيسكو: «أهم 10 قضايا لآبل»
- مارس 2010 - SXSW، أوستن: «الإعلان على شبكة الإنترنت: خسارة سباق إلى القاع»
- سبتمبر 2010 - dConstruct، برايتون (المملكة المتحدة): «نظرية مؤلفين في التصميم»
- يناير 2011 - معرض Macworld في سان فرانسيسكو: «غروبر، انغست، مورين على مستقبل ماك»
- فبراير 2011 - webstock، ولينغتون (نيوزيلندا): «نظرية الفجوة في تصميم واجهة المستخدم»
- مارس 2011 - SXSW، أوستن: «15شريحة، ثلاثة كاتبين، ثلاثة طرق - ساعة واحدة»
- أكتوبر 2011 - Çingleton، مونتريال: «الرئيسي»
- سبتمبر 2012 - ضيف على تشارلي روز
- يناير 2013 - ماك وورلد / iWorld، سان فرانسيسكو: «iCloud، متجر التطبيقات، وغيرها من الامور للخوف: هل نسيت آبل المستخدمين المحترفين؟»
- فبراير 2013 - webstock، ولينغتون (نيوزيلندا): «في مدح باك مان: دروس يمكن أن يتعلمها المصصمون من اللعبة المثالية»

## روابط خارجية
- Daring Fireball
- The Talk Show, at Mule Radio Syndicate
- The Talk Show archives, at 5by5 نسخة محفوظة 25 أكتوبر 2010 على موقع واي باك مشين.